# Reynaud Levieux
Pour les articles homonymes, voir Levieux.
Reynaud Levieux, né à Nîmes le 6 janvier 1613, et mort à Rome le 17 mars 1699, est un peintre français.

## Biographie
Reynaud Levieux est le deuxième fils du peintre verrier Jean Levieux, et d'Anne Dousse, d'une famille de dix enfants. Originaire d'Uzès, des Levieux liée aux Levieux sieur de la Motte et de Collanges, la famille s'installe en 1612 à Nîmes où nait Reynaud le 6 janvier 1613.

### Premier séjour à Rome
Reynaud Levieux travaille d'abord dans l'atelier de son père, puis se rend à Rome pour parfaire ses connaissances. Il devient un peintre apprécié. Ses toiles de cette période ne sont pas toutes connues et on commence à en découvrir, parfois cachées sous des noms illustres, comme Thésée découvrant les armes de son père qui était attribué à Laurent de La Hyre. Il fait partie d'une équipe de six peintres avec Pierre Mignard, Jean le Maire, Charles Errard, Jean Nocret et Nicolas Chaperon. Sous la direction de Nicolas Poussin, il est chargé d'exécuter des copies de chefs-d'œuvre italiens.

### Retour en France

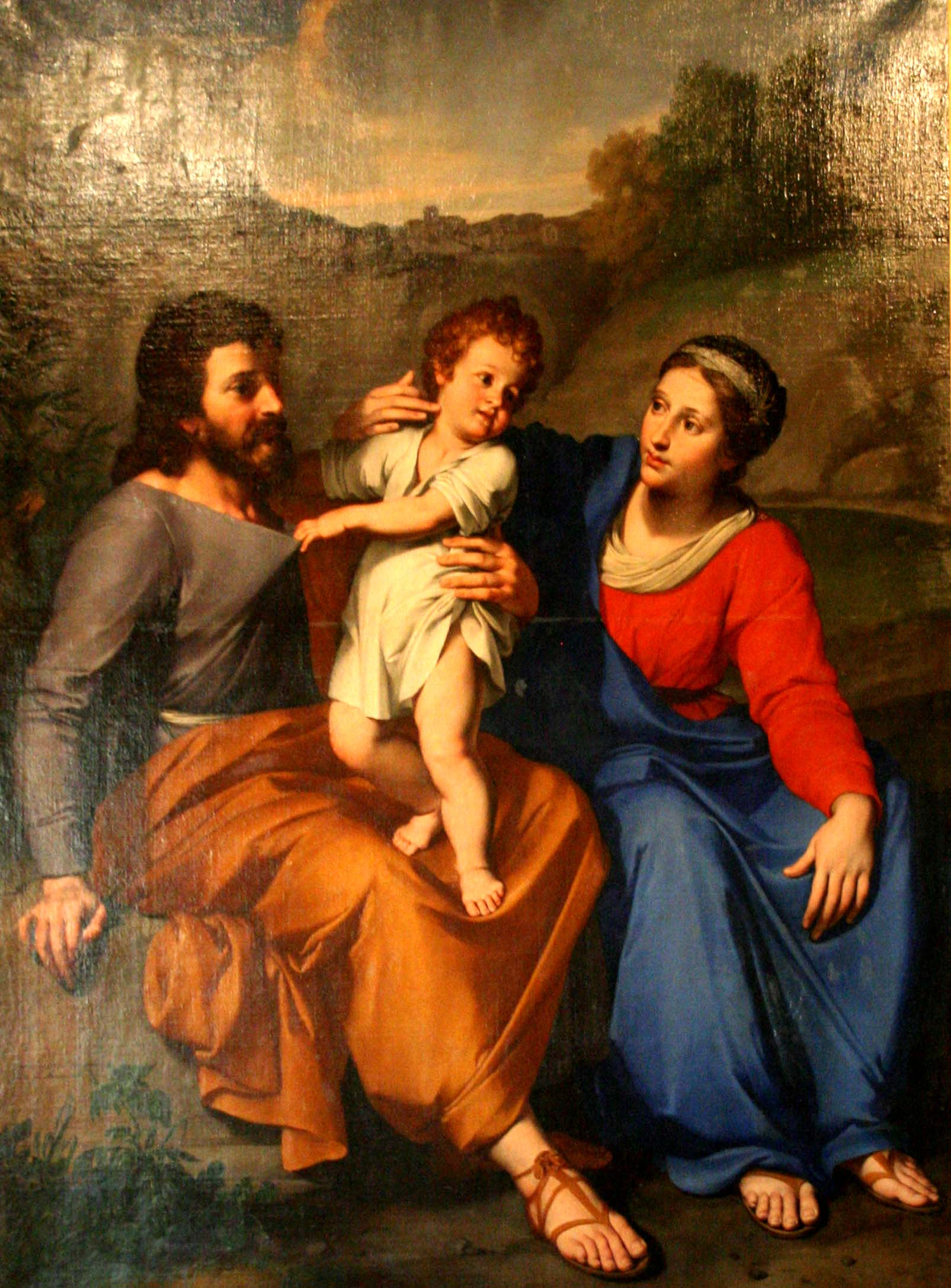
La Sainte famille (1651), Villeneuve-lès-Avignon, musée Pierre-de-Luxembourg.

Il rentre à Nîmes en 1643, puis s'installe à Montpellier en 1647 où il peint une Sainte famille pour la cathédrale de cette ville, et participe à la décoration de l'hôtel d'Autheville. Il s'établit ensuite à Avignon en 1649 et, dès 1651, travaille pour les chartreux de Villeneuve-lès-Avignon. À partir de ce moment sa carrière prend son envol et il travaille sur les mêmes chantiers que Nicolas Mignard. De 1642 à 1658, il reçoit plusieurs commandes de dom Louis de Lauzeray, prieur de la chartreuse Notre-Dame-du-Val-de-Bénédiction. Il peindra pour l'église de la chartreuse des toiles illustrant l'enfance du Christ, où la Vierge Marie tient une place importante. Pour la salle du chapitre, lieu de pénitence et d'humilité, il peindra plusieurs toiles relatives aux mystères douloureux : Sainte Marie Madeleine éplorée, La Vierge à l'agneau et La Descente de la croix qui ont disparu, ainsi que La Déploration du Christ par les anges et Le Christ en croix qui sont conservés au musée Pierre-de-Luxembourg de Villeneuve-lès-Avignon. Une autre toile, Le couronnement d'épines, que l'on croyait perdue, a récemment été retrouvée.
Ayant apprécié le talent de Nicolas Mignard au cours de son voyage effectué à Avignon en 1660, Louis XIV invite cet artiste à Paris en octobre 1660. Le départ de ce peintre laisse le champ libre à Reynaud Levieux qui s'installe alors à Aix-en-Provence, d'où il rayonne sur les villes environnantes. En 1666, avec Jean Daret et Jean-Claude Rambot, il décore la chambre d'un hôtel particulier aixois situé rue de la verrerie, propriété de Lucrèce de Forbin-Soliès, veuve d'Henri de Rascas et appelée « La Belle du Canet » à cause de sa grande beauté. Après son veuvage, Lucrèce de Forbin deviendra la maîtresse de Louis de Vendôme, duc de Mercœur, gouverneur de Provence. Le décor de cette chambre sera par la suite dispersé : le musée des tapisseries d'Aix-en-Provence conserve quelques décorations de Jean Daret et quatre dessus de porte peints par Levieux, représentant Le Printemps, L'Été, L'Automne et L'Hiver.

### Le cycle de saint Jean-Baptiste
Avignon possédait la particularité d'avoir deux confréries de Pénitents noirs. La première, avait été fondée en 1488 sous le nom de Pénitents noirs de la nativité de saint Jean-Baptiste, à l'instigation de florentins exilés (d'où le nom de Pénitents noirs florentins qu'on leur donnait alors), et se situait dans l'enclos des Grands Augustins. La seconde, née d'une scission intervenue en 1586, s'était donné le nom de Pénitents noirs de la miséricorde et occupait une chapelle rue Banasterie, sous le Rocher des Doms, qui est la seule à subsister de nos jours.
Reynaud Levieux, devenu confrère des Pénitents noirs florentins pendant qu'il était établi dans cette ville, se chargea à partir de 1651 de la reconstruction de la chapelle, donnant de nombreux plans de boiseries et décors, et surtout recevant commande d'un cycle de tableaux évoquant la vie du saint protecteur de la confrérie. L'élaboration de ce cycle durera une quarantaine d'années, de 1656 à 1694. Ce grand laps de temps montre l'attachement de Reynaud Levieux à cette confrérie. Les toiles, dispersées lors de la démolition de la chapelle sous la Révolution, sont au nombre de neuf, dont sept nous sont parvenues :
- Musée des beaux-arts de Nîmes : Saint Jean-Baptiste et Hérode ; Arrestation de saint Jean-Baptiste ; Décollation de saint Jean-Baptiste
- Avignon, musée Calvet : L'Archange Gabriel apparaissant à saint Zacharie
- Paris, hôpital de la Salpêtrière : Zacharie bénissant saint Jean-Baptiste
- Avignon, chapelle des pénitents noirs de la miséricorde : Saint Jean-Baptiste allant au désert ; Baptême du Christ
- Œuvres perdues : Saint Jean-Baptiste interrogé par les scribes ; La Gloire de saint Jean-Baptiste

Cycle de saint Jean-Baptiste par Reynaud Levieux
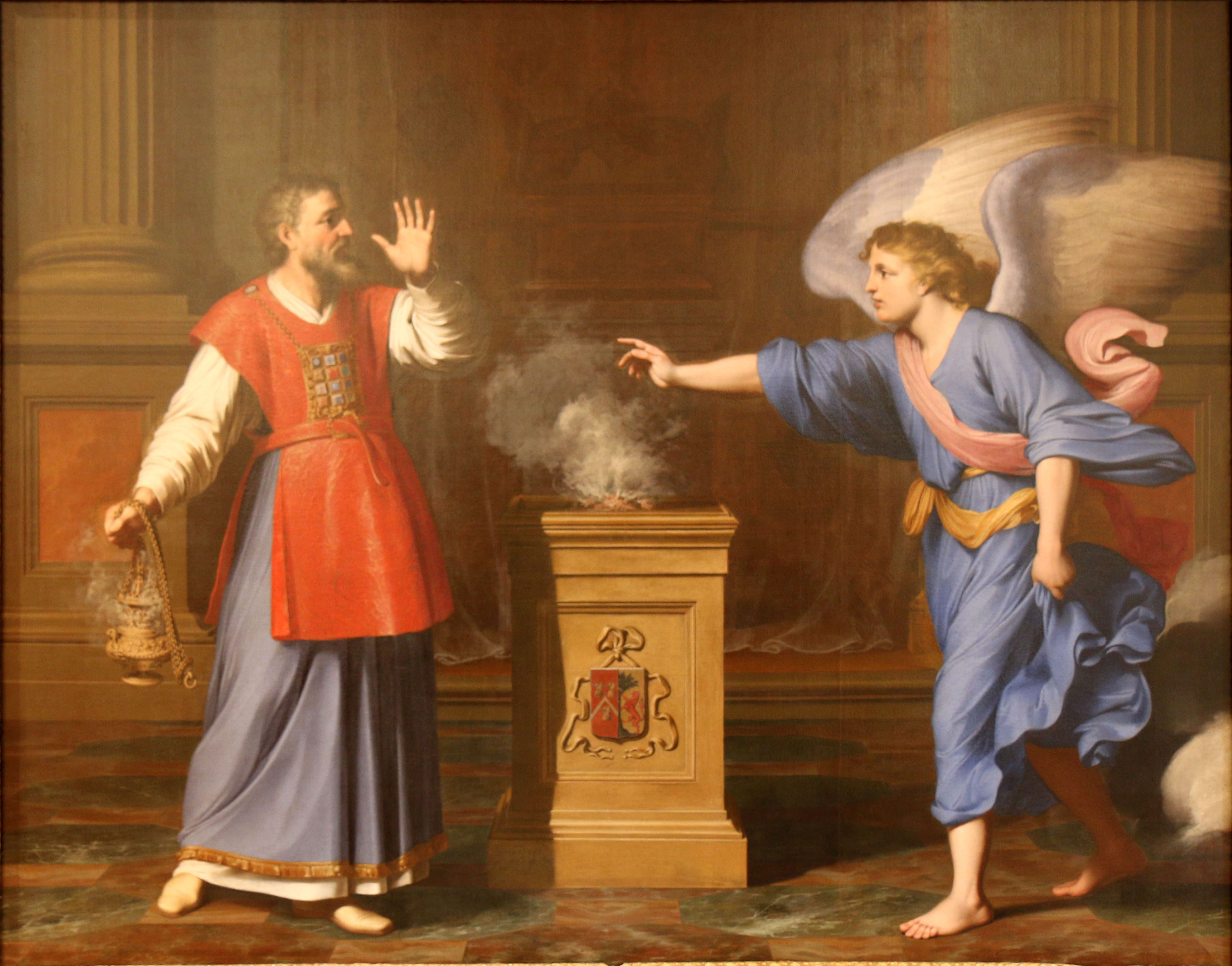
L'Archange Gabriel apparaissant à saint Zacharie, Avignon, musée Calvet.
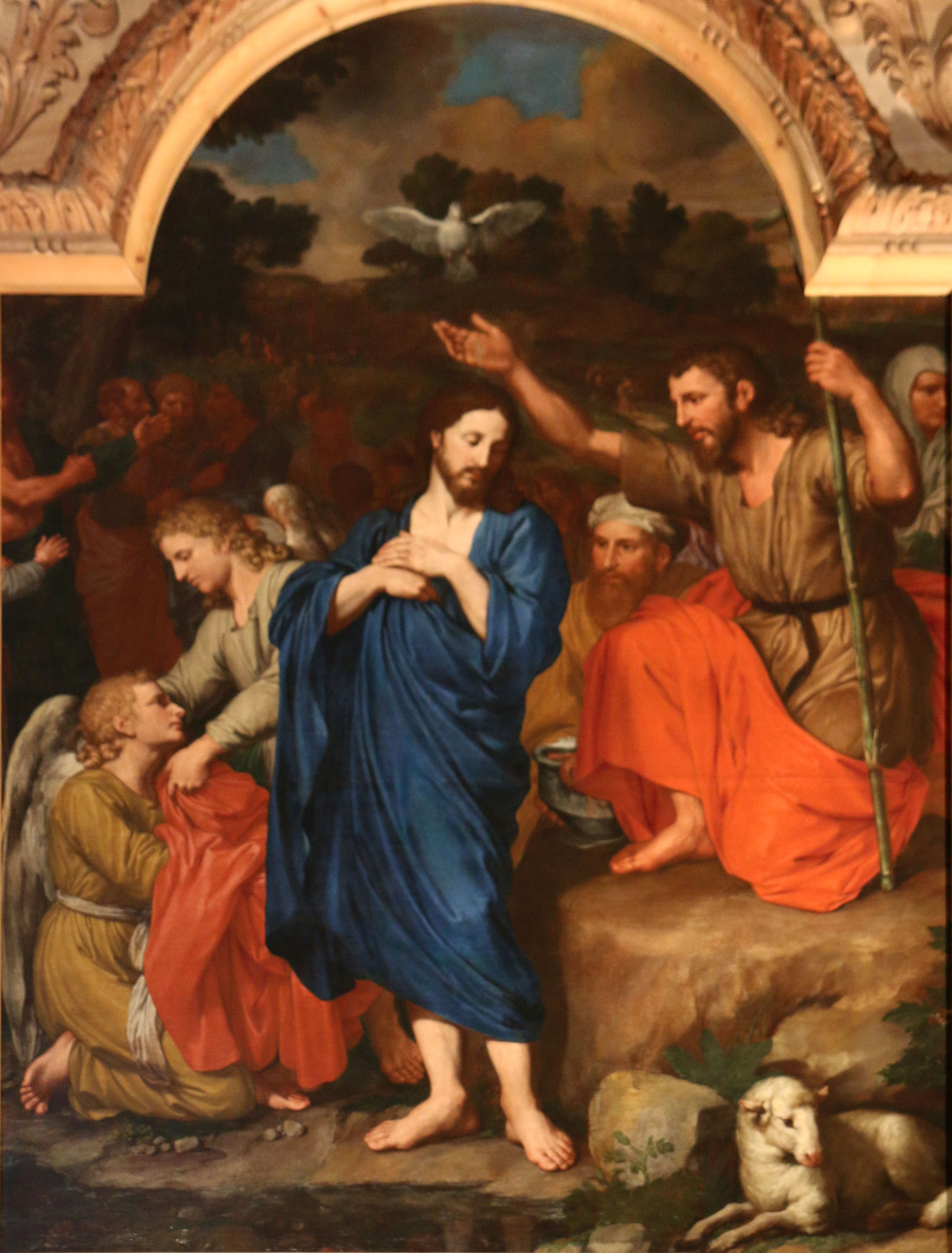
Le Baptême du Christ, Avignon, chapelle des pénitents noirs.
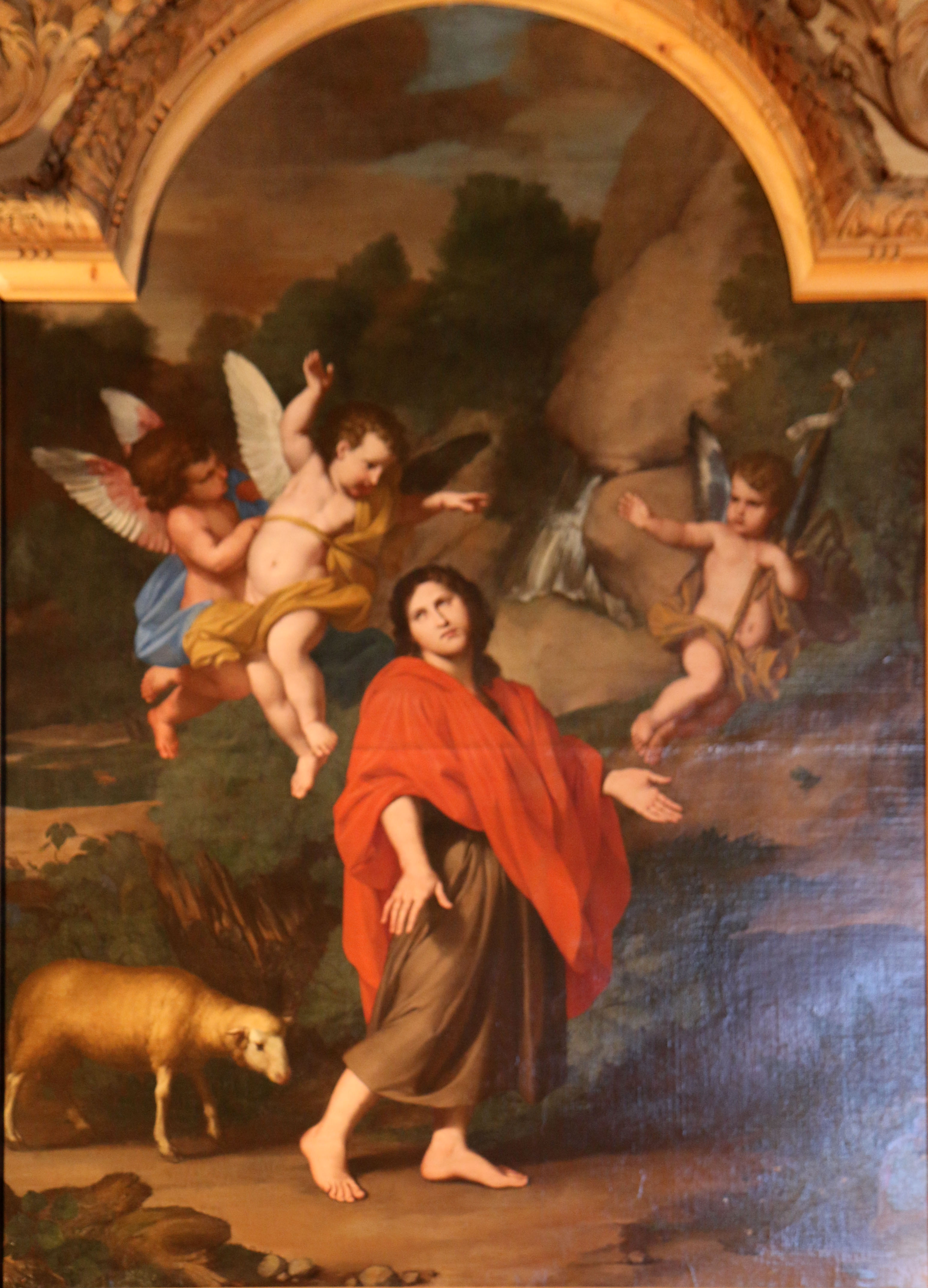
Saint Jean-Baptiste conduit au désert par les anges, Avignon, chapelle des pénitents noirs.
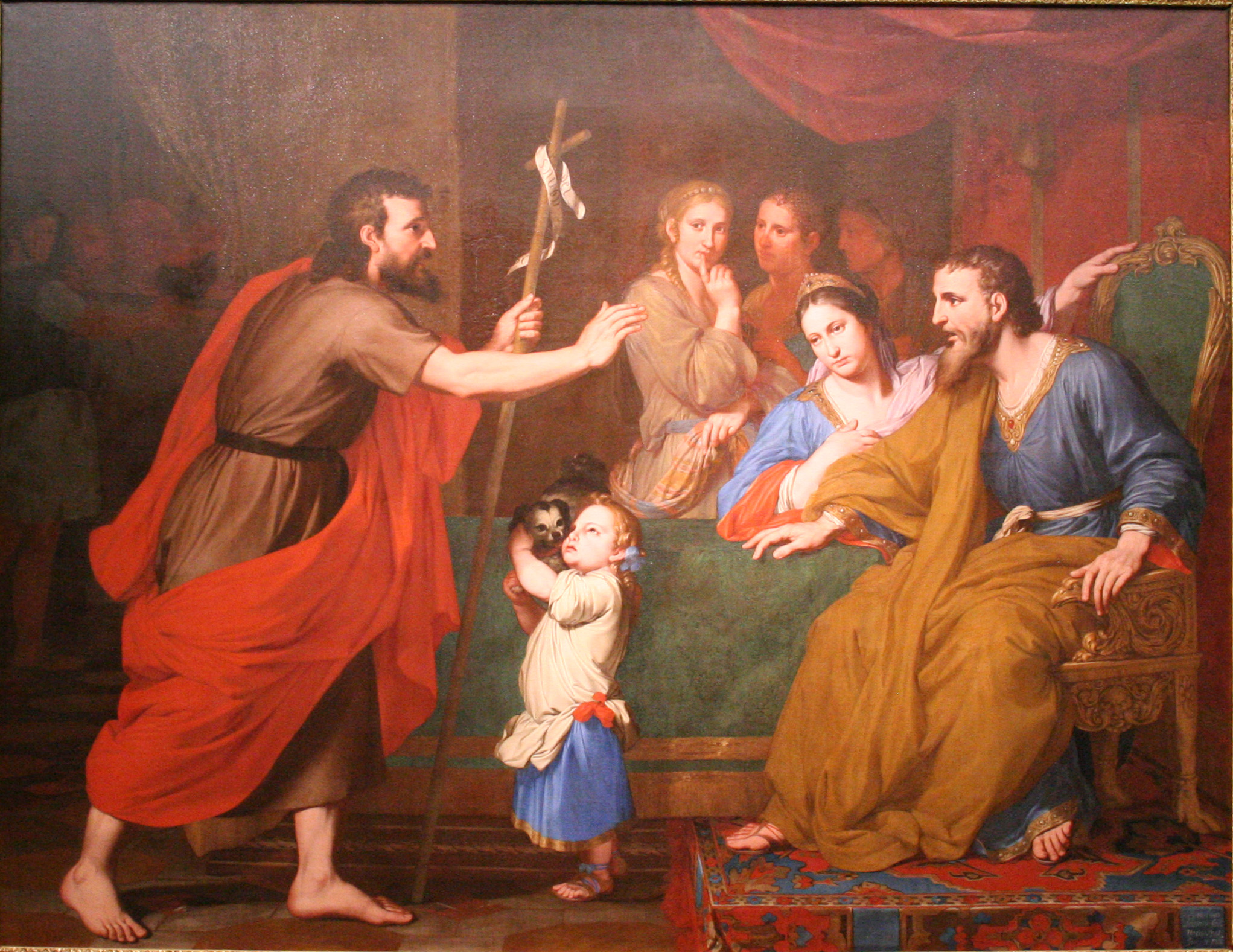
Saint Jean-Baptiste et Hérode, musée des beaux-arts de Nîmes.
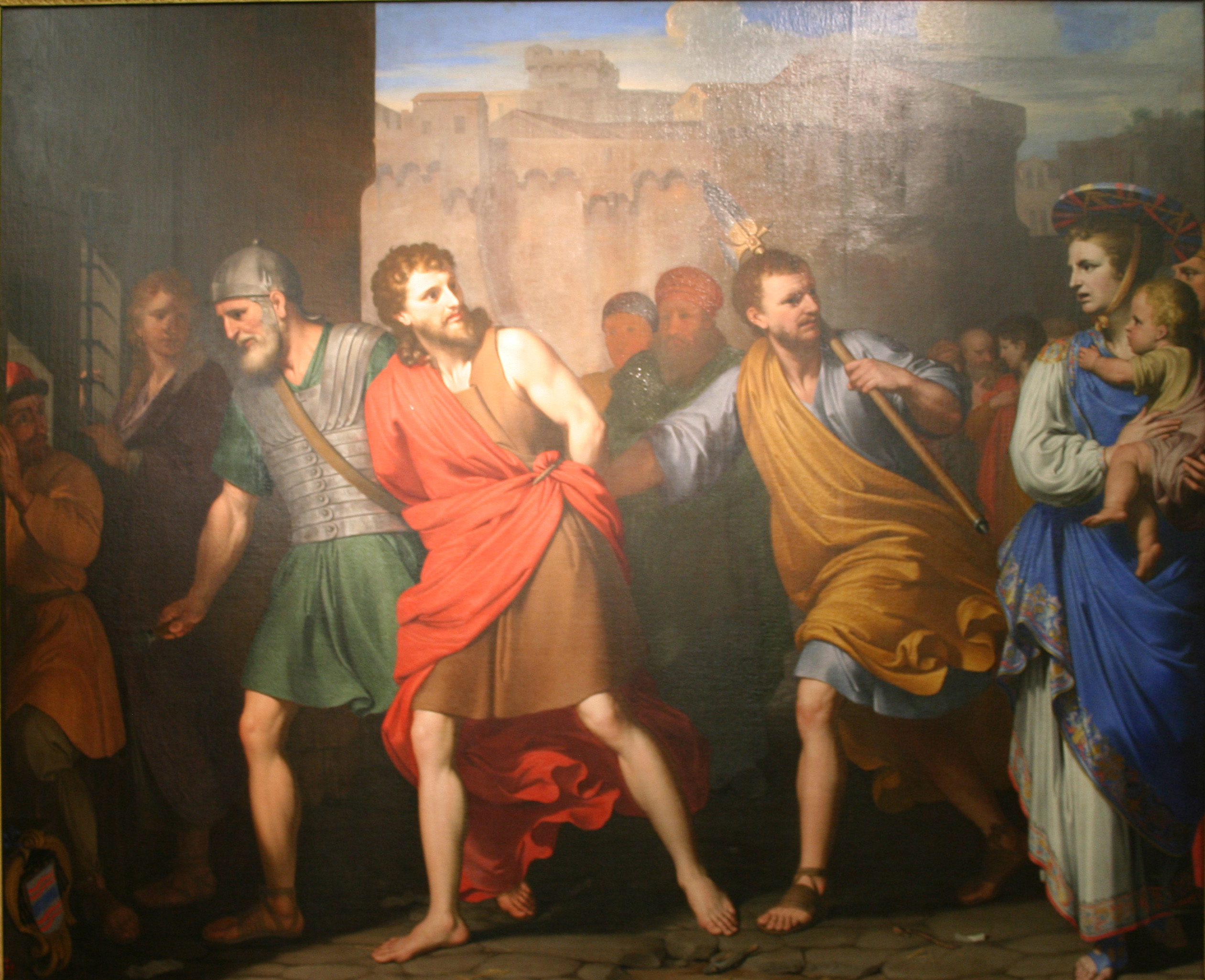
L'Arrestation de saint Jean-Baptiste, musée des beaux-arts de Nîmes.
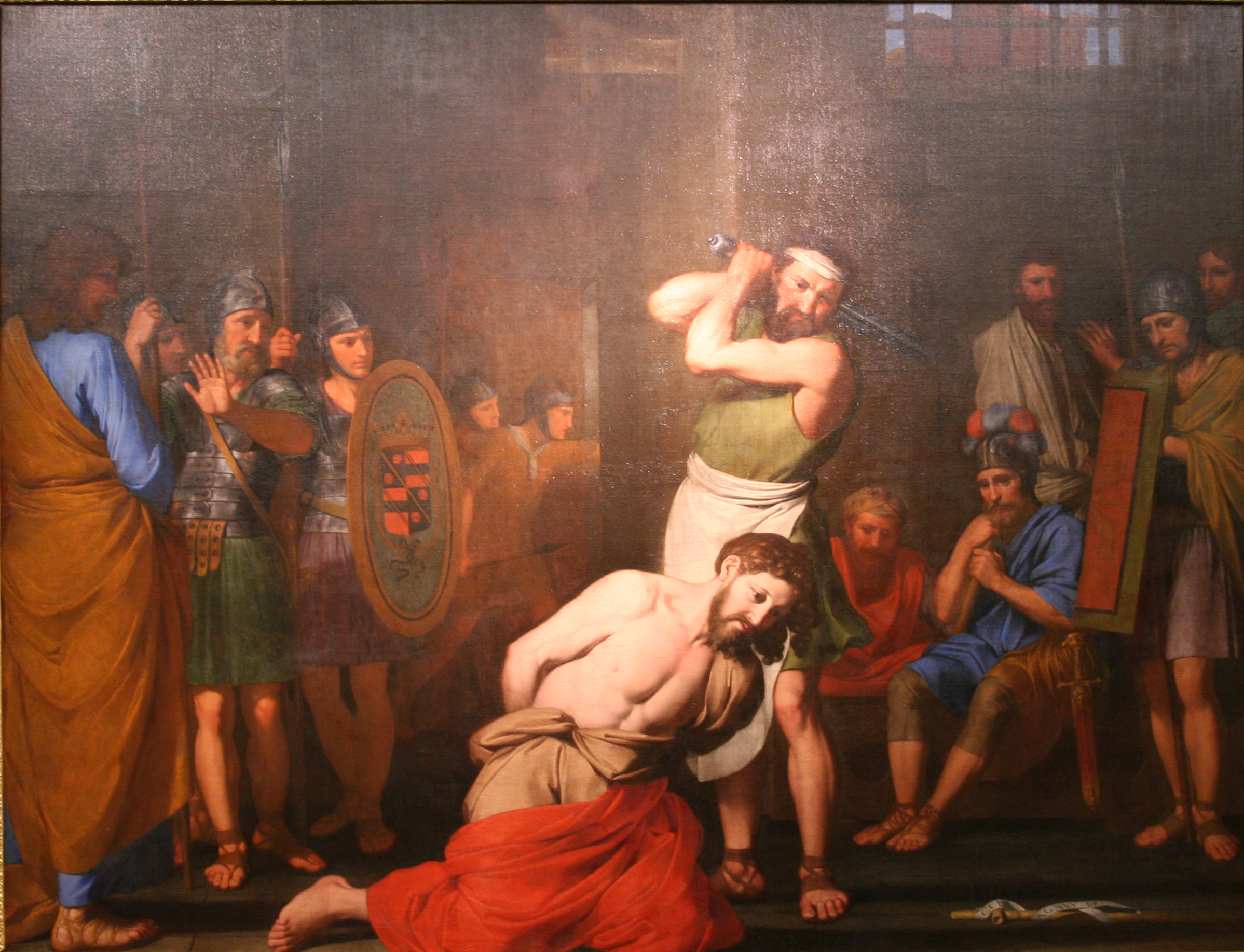
La Décollation de saint Jean-Baptiste, musée des beaux-arts de Nîmes.

### Retraite à Rome
En 1669, Reynaud Levieux part pour Rome où il résidera le restant de sa vie durant trente ans. Il habite une petite maison, située Via Laurina, qu'il louera jusqu'à sa mort. Un de ses neveux, fils de son frère Jean d'Uzès, prénommé comme lui Reynaud, séjourne à ses côtés à Rome et s'y marie le 21 juin 1695 avec Marie-Jeanne Vaillant, originaire de Lyon.
Reynaud Levieux meurt le 18 mars 1699 et sera enseveli le lendemain dans l'église Sainte Marie-des-Anges (Santa Maria degli Angeli) à Rome.

## Œuvres

### Œuvres dans les églises
En France
- Aix-en-Provence, église de la Madeleine : La Visitation. Ce tableau aurait été exécuté pour la duchesse de Modène (nièce de Mazarin) qui l'aurait donné au couvent de la Visitation[10]
- Aix-en-Provence, église Saint-Jean-de-Malte : Saint Bruno aux pieds de la Vierge (1663)[11] , [12].
- Avignon, chapelle des Pénitents noirs de la miséricorde : Saint Jean-Baptiste conduit au désert par les anges et Le Baptême du Christ, provenant toutes deux de la chapelle détruite des Pénitents noirs florentins, et deux autres toiles peintes à l'origine pour les Pénitents de la miséricorde, Sainte famille avec sainte Anne et saint Guillaume d'Aquitaine, offertes par Guillaume Rousset, marchand et confrère des Pénitents noirs de la miséricorde[13]
- Avignon, cathédrale Notre-Dame des Doms : Présentation[14]
- Caromb, église Saint-Maurice (ou Notre-Dame-des-Grâces) : Vierge à l'enfant avec les saints Michel, Matthieu, Maurice et ses compagnons (1671)
- Cassis, chapelle Sainte-Anne : La Vierge, sainte Catherine de Sienne et saint Louis
- L'Isle-sur-Sorgue, collégiale Notre-Dame-des-Anges : Assomption (1630, ou plus probablement 1680)
- Lambesc, église Notre-Dame-de-l'Assomption : Saint Blaise à genoux aux pieds de Notre-Dame de la Rose et de saint Michel[15] et Notre Dame du rosaire[16]
- Nîmes, cathédrale Notre-Dame-et-Saint-Castor : Les Pèlerins d'Emmaüs[17],[18]
- Oppède-le-vieux, église Notre-Dame d'Alydon : Remise du rosaire à saint Dominique et à sainte Catherine de Sienne[19]
- Sérignan-du-Comtat, église Saint-Étienne : La Mort de saint Joseph
- Villeneuve-lès-Avignon, collégiale Notre-Dame : La Crucifixion, avec la Vierge, sainte Madeleine, saint Jean et saint Pons (provient de l'ancienne église paroissiale Saint-Pons de Villeneuve lez Avignon)[20]
- Viviers, cathédrale Saint-Vincent : Le Retour d'Égypte

En Italie
- Rome, église Saint-Louis-des-Français : Saint Denis guérit un aveugle[21]

Œuvres de Reynaud Levieux dans les églises
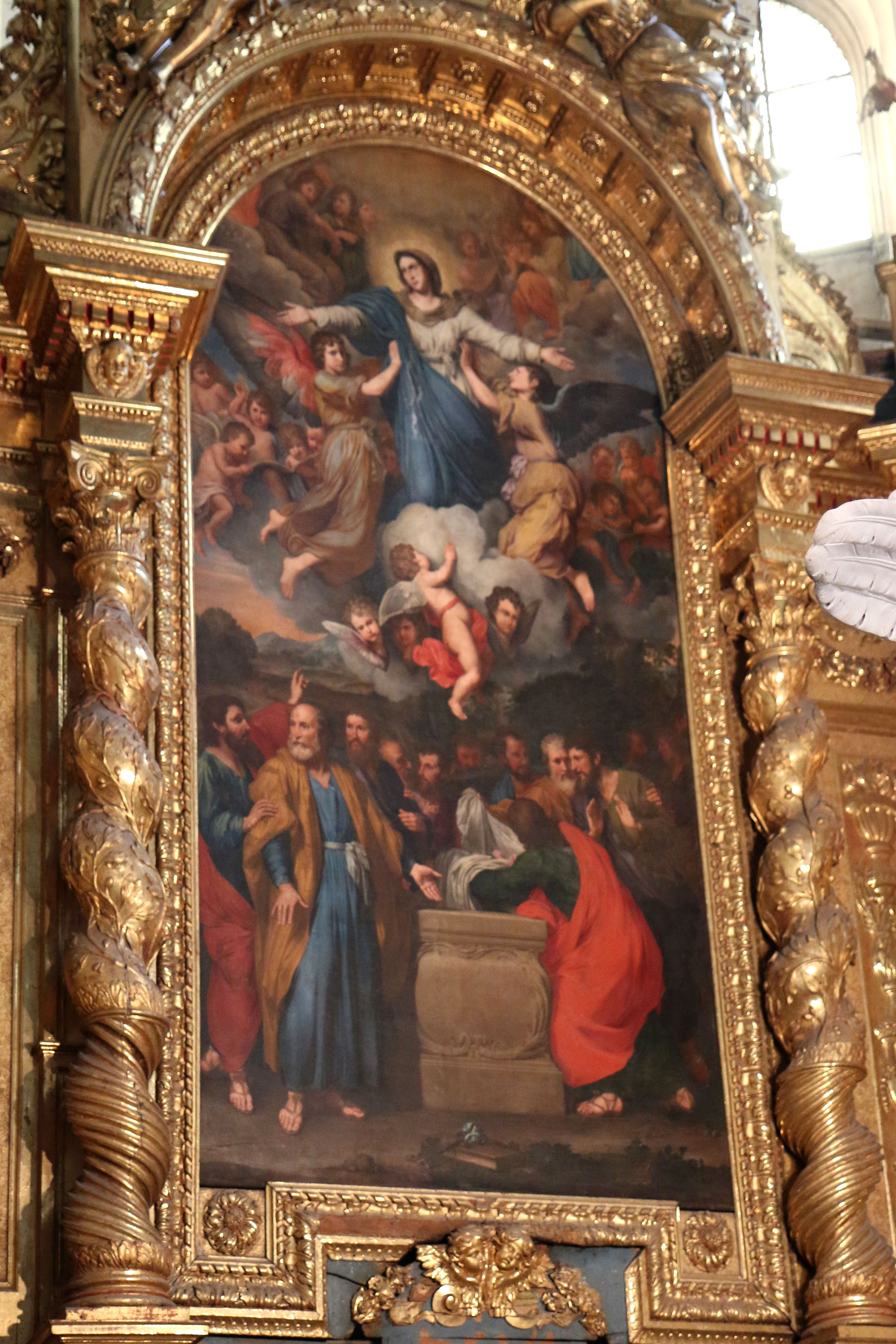
L'Assomption de la Vierge, Collégiale Notre-Dame-des-Anges, L'Isle-sur-la-Sorgue.
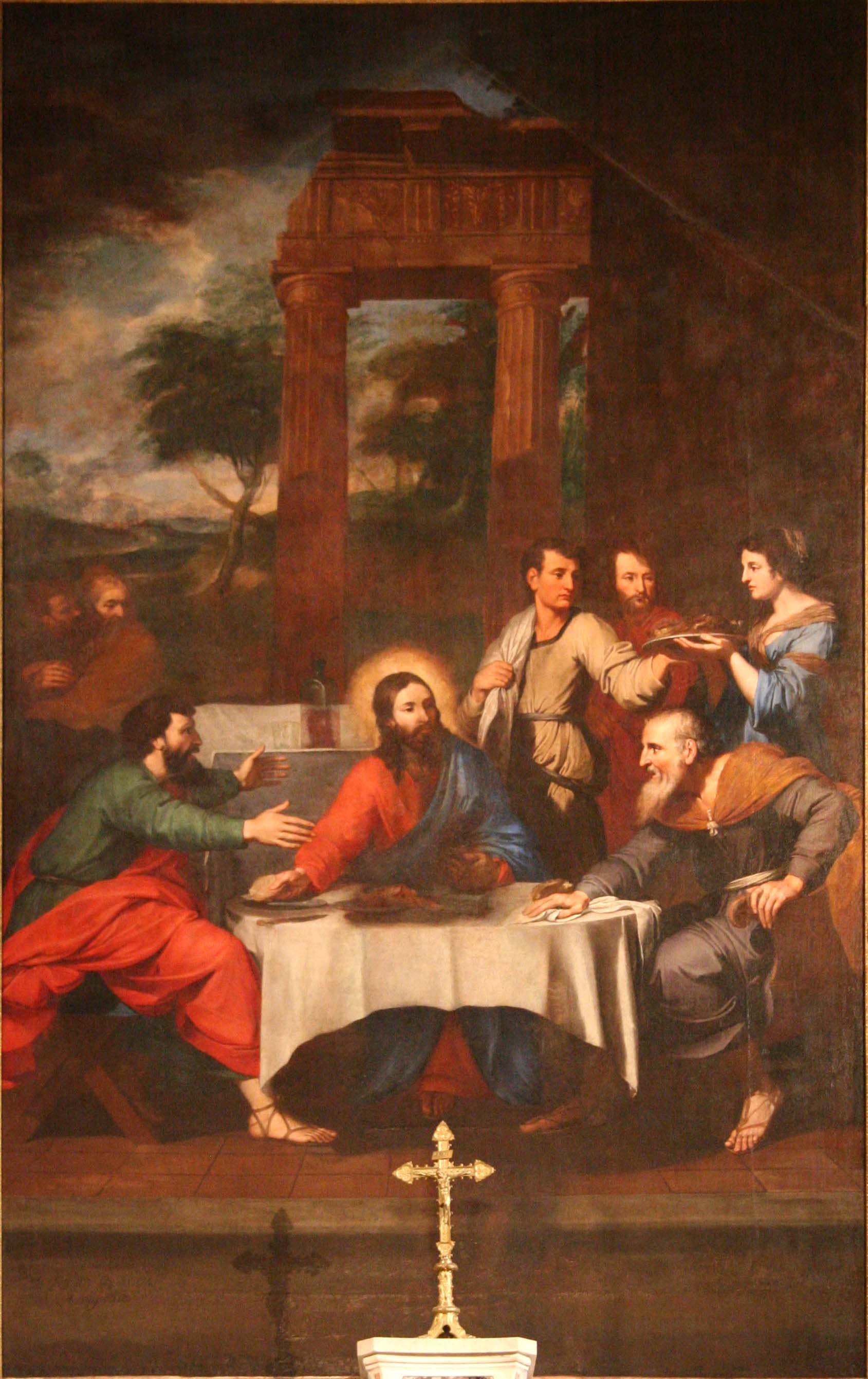
Le Christ et les pèlerins d'Emmaüs, cathédrale Notre-Dame-et-Saint-Castor de Nîmes.
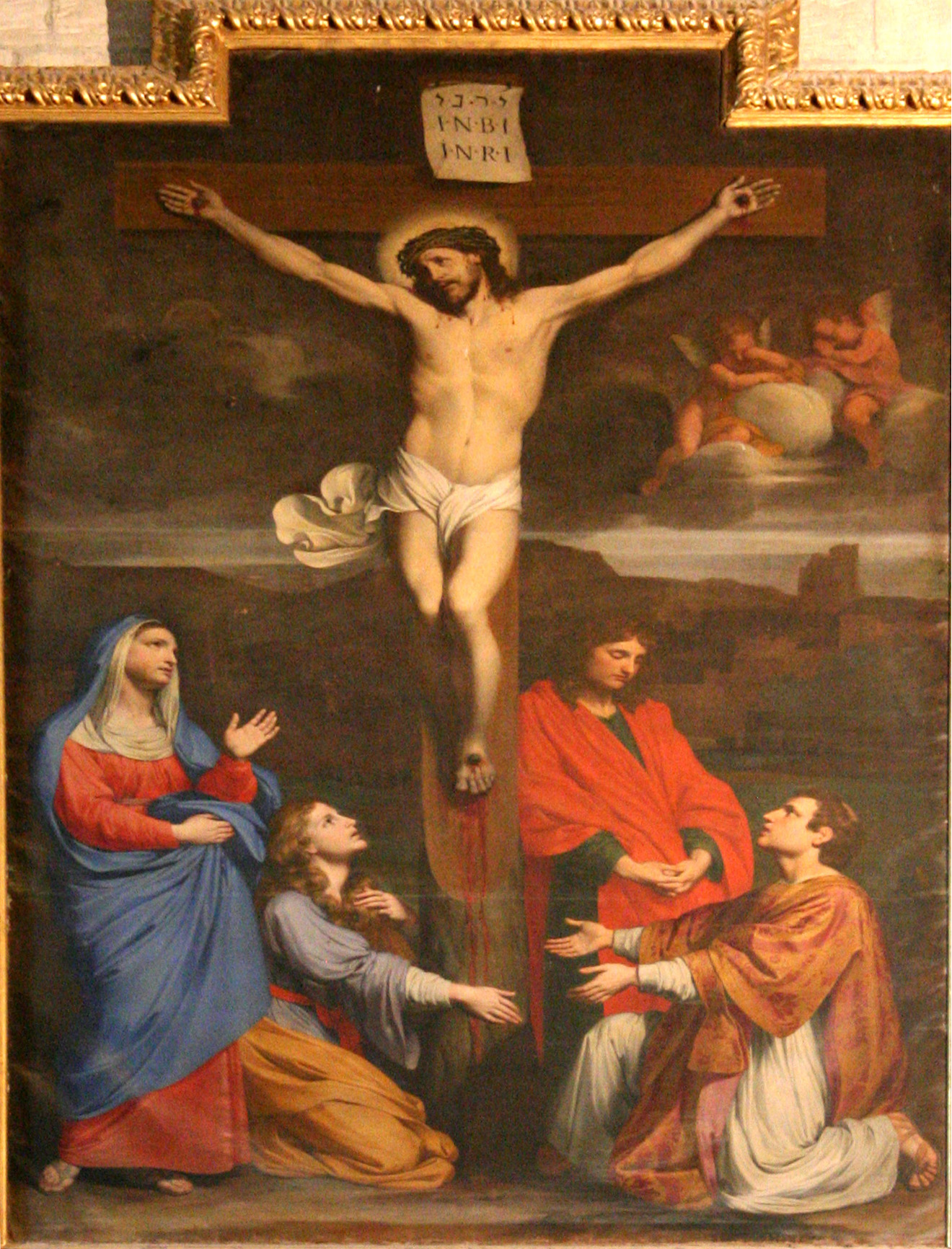
La Crucifixion, collégiale Notre-Dame de Villeneuve-lès-Avignon.
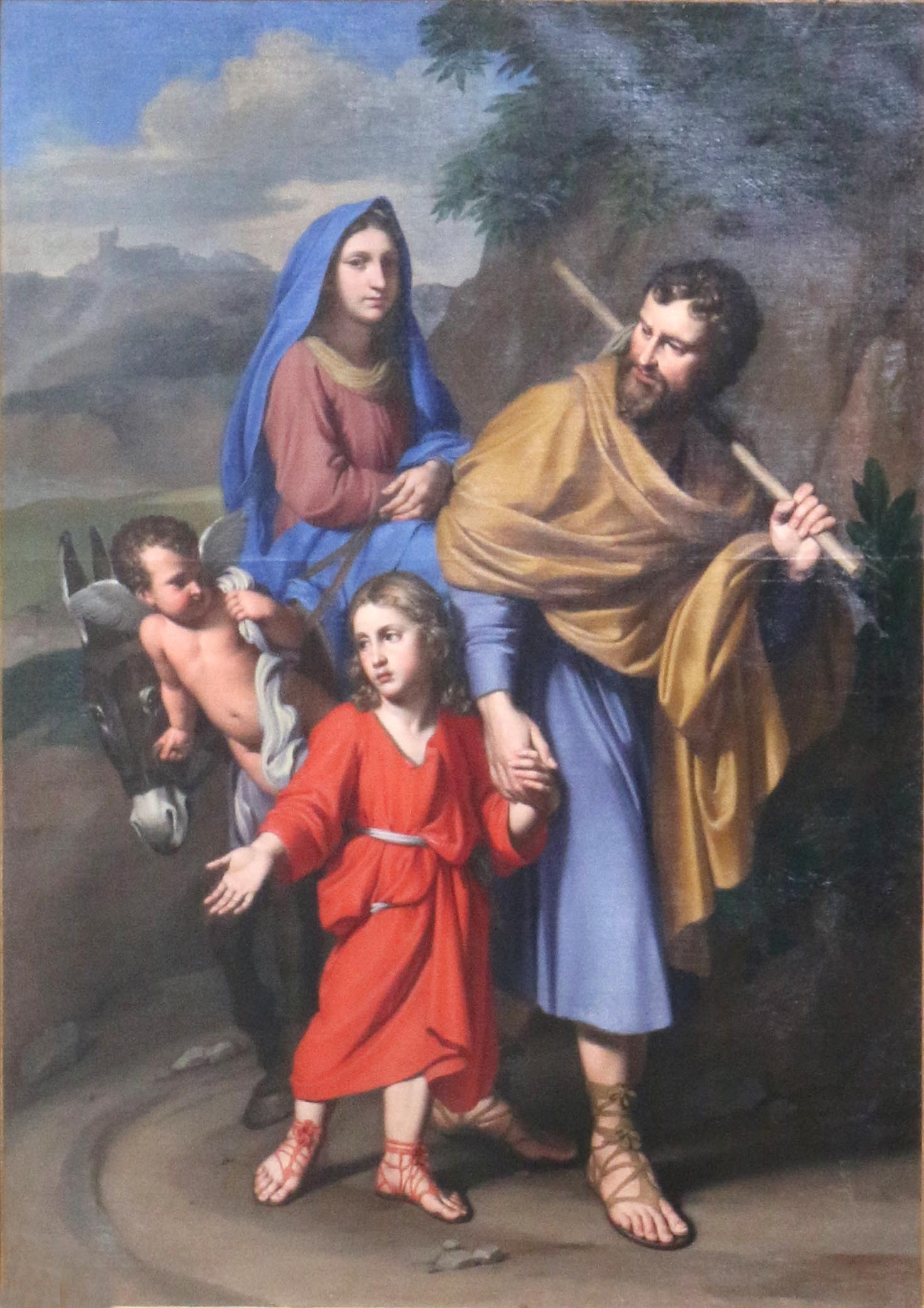
Le Retour d'Égypte, cathédrale Saint-Vincent de Viviers.
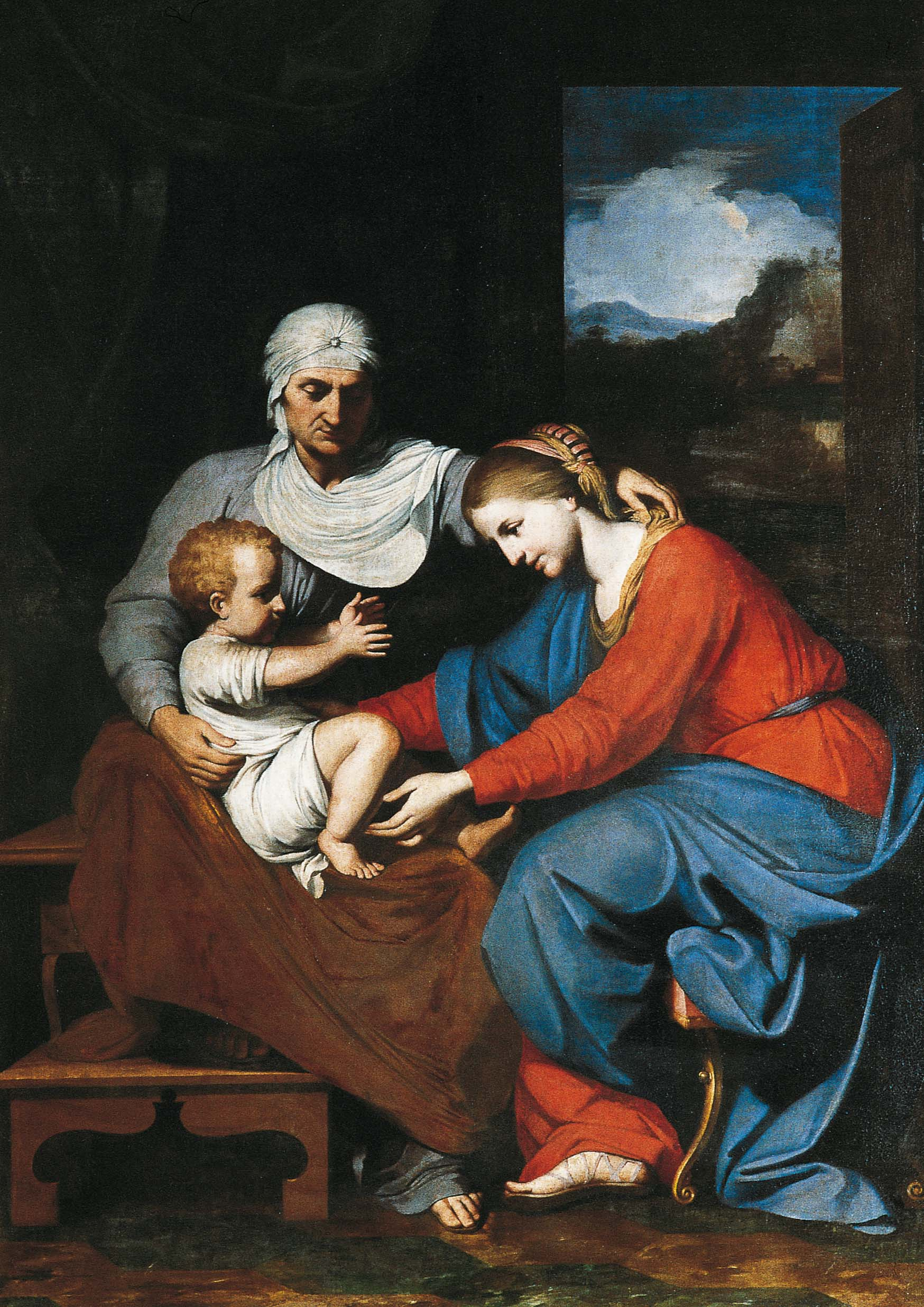
La Vierge, l'Enfant et sainte Anne, Avignon, chapelle des Pénitents noirs.
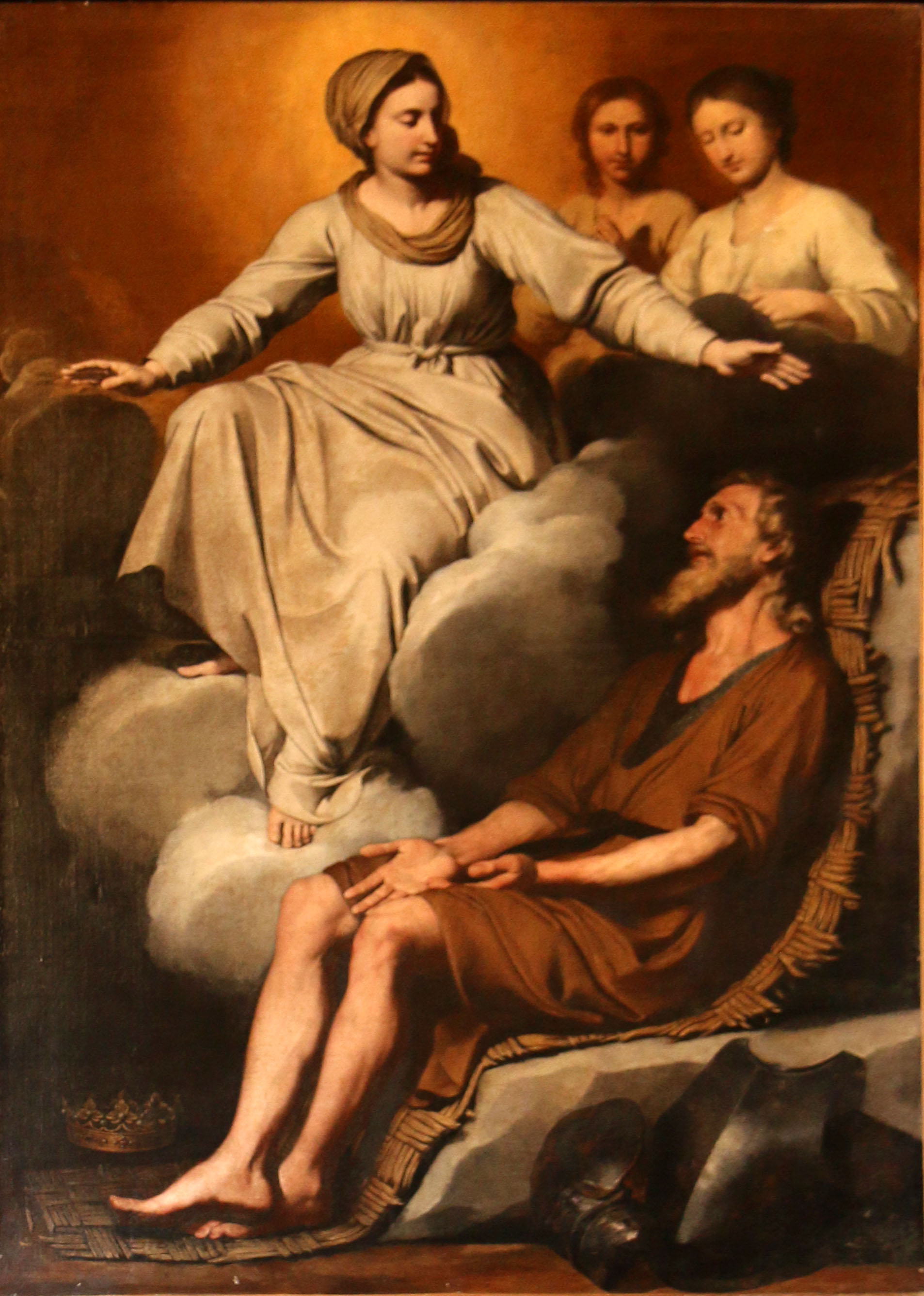
Saint Guillaume d'Aquitaine, Avignon, chapelle des Pénitents noirs.

### Collections publiques
- Avignon, musée Calvet :
  - Jacob et Laban cherchant ses idoles[22]
  - L'Archange Gabriel apparaissant à saint Zacharie[23]
  - Chartreux en prière, Saint Bruno (?)
- Grenoble, Musée de Grenoble :
  - La Bénédiction de saint Jean-Baptiste par Zacharie[24]
- Marseille, musée Cantini :
  - Étude de berger, dessin à la plume[25]
  - Femme du peuple, dessin au crayon[26]
  - Le Vieux Pont, dessin à la plume[27]
  - Personnage antique assis, dessin à la plume[28]
  - Vieille maison fortifiée, dessin à la plume[29]
  - Adam et Éve, dessin à la plume[30]
- Martigues, musée Ziem :
  - La Vierge et l'enfant Jésus
  - Nîmes, usée des beaux-arts de Nîmes : trois des neuf tableaux faisant partie du cycle de saint Jean-Baptiste
    - Saint Jean-Baptiste reproche à Hérode de vivre en commerce criminel avec Hérodias, femme de Philippe son frère (1685)[31]
    - Décollation de saint Jean-Baptiste[32]
    - L'Arrestation de saint Jean-Baptiste[33]
- Saint-Cloud, futur Musée du Grand Siècle : Nature morte au melon, à la grenade, raisins, prunes et figues[34]
- Strasbourg, musée des Beaux-Arts :  Le Repos pendant la Fuite en Egypte (vers 1660)[35]
- Villeneuve-lès-Avignon, musée Pierre-de-Luxembourg :
  - La Crucifixion (1651)[20]
  - La Sainte Famille (1651)[36]
  - La Déploration du Christ par les anges (1651[37]

Œuvres de Reynaud Levieux dans les collections publiques
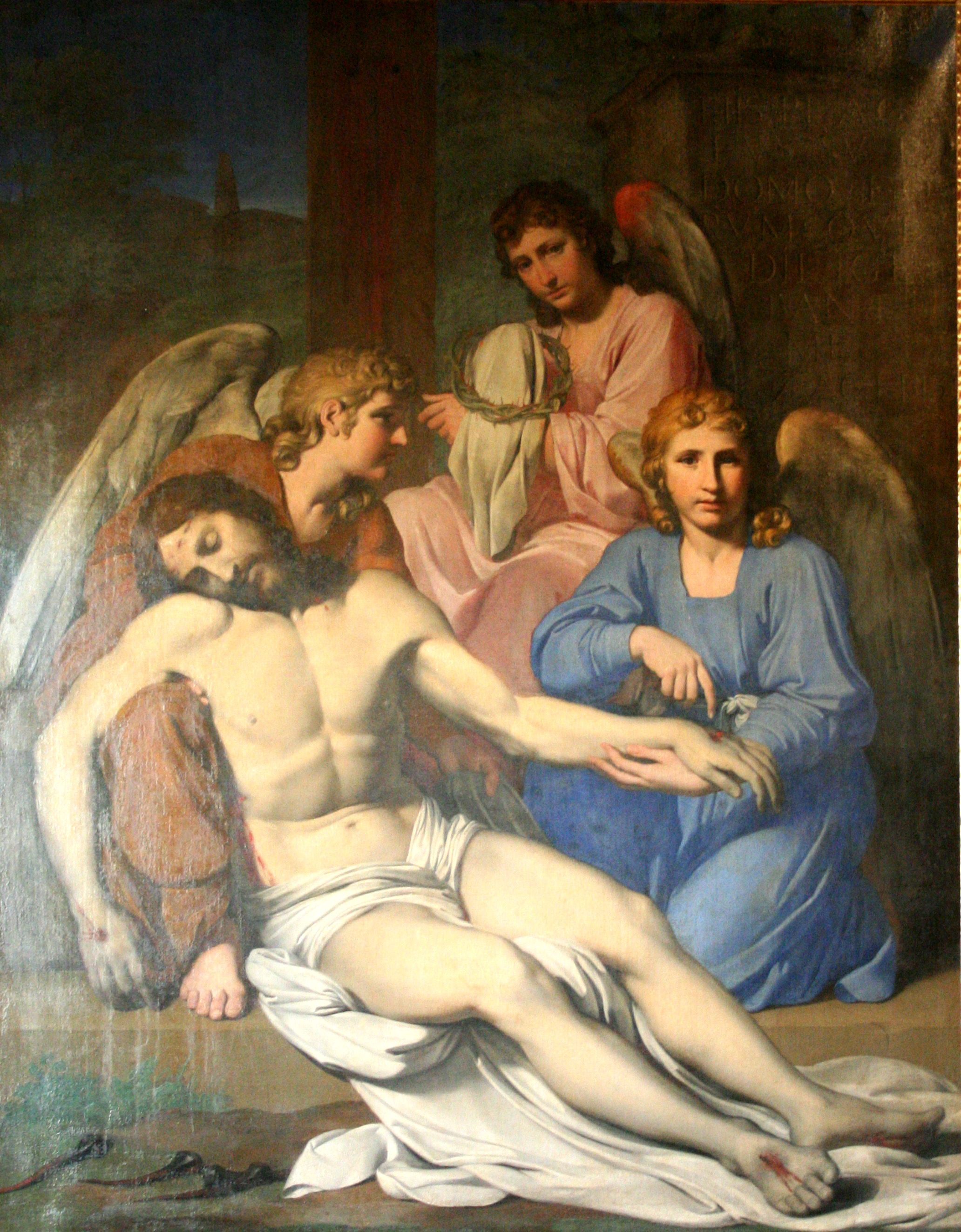
La Déploration du Christ, Villeneuve-lès-Avignon, musée Pierre-de-Luxembourg.
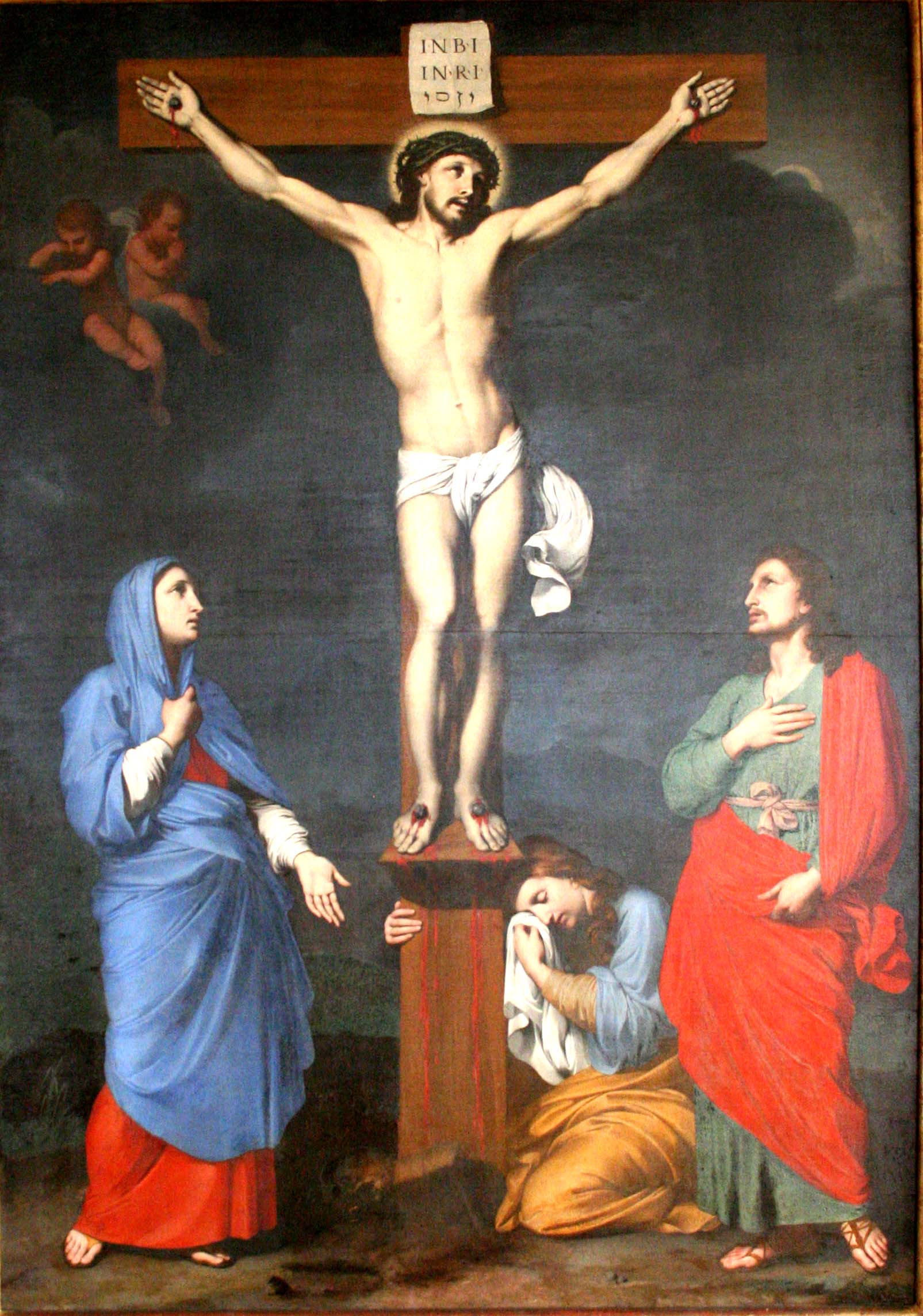
La Crucifixion, Villeneuve-lès-Avignon, musée Pierre-de-Luxembourg.
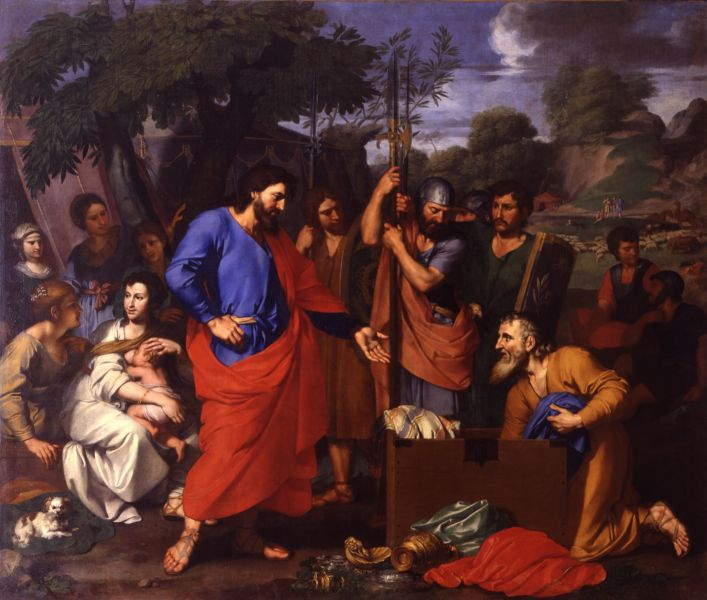
Laban cherchant ses idoles, Avignon, musée Calvet.
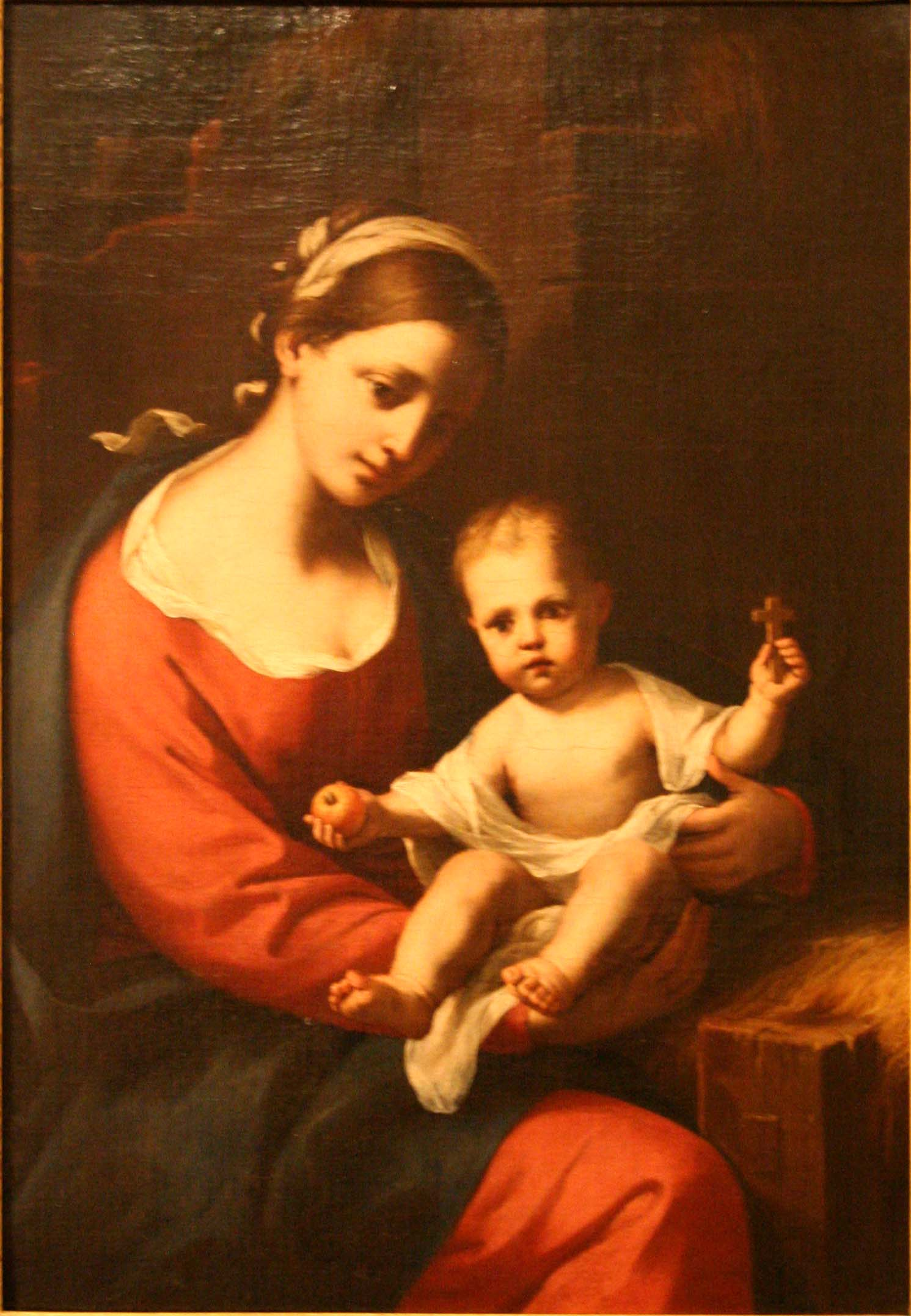
La Vierge et l'enfant Jésus, Martigues, musée Ziem.
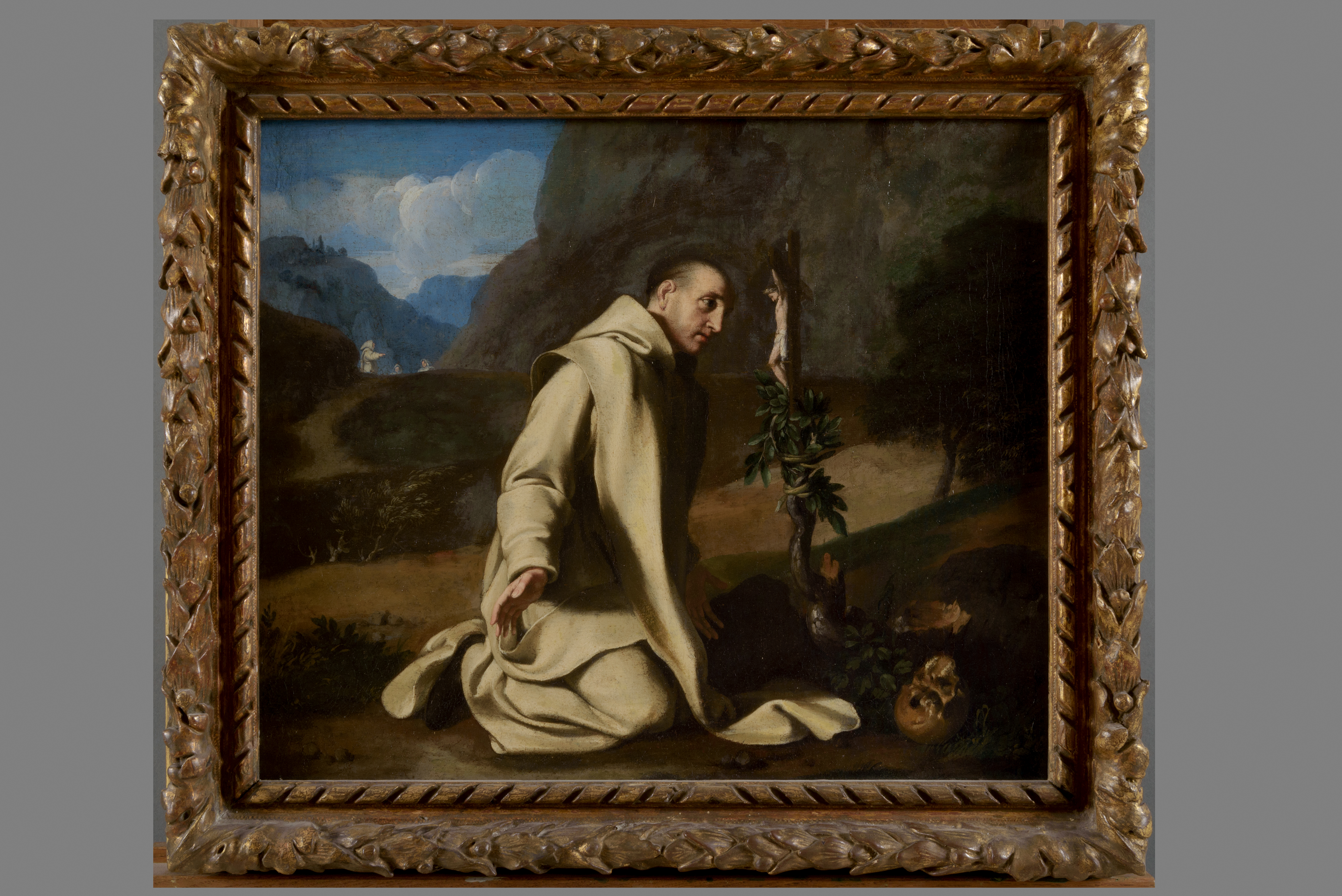
Chartreux en prière, saint Bruno (?), Avignon, Musée Calvet

### Collections particulières référencées
- La Vierge à l'enfant au chardonneret[38]
- Vierge en prière[39].